# Verband Deutscher Burschen
Der Verband Deutscher Burschen (VDB) war ein burschenschaftlicher Korporationsverband. Er wurde am 8. Mai 1920 unter der Führung der Reformburschenschaften Alemannia Leipzig (heute in Bamberg und Leipzig), Adelphia Gießen und Marcomannia Frankfurt/M. (nach dem Zweiten Weltkrieg nicht reaktiviert) in Gießen gegründet. Noch unter dem Eindruck des verlorenen Ersten Weltkrieges setzte sich der junge Dachverband die Pflege „echter deutscher Gesinnung“ und den Einsatz für das „Wohl des Vaterlandes“ auf der Grundlage eines „innigen Freundschaftsverhältnisses“ zum Ziel. Der VDB strebte eine „Gesundung des akademischen Lebens durch Erziehung seiner Mitglieder zu körperlich und geistig tüchtigen Männern“ an. Er verstand sich als burschenschaftlicher Verband und somit als Teil der burschenschaftlichen Bewegung.

## Wesen und Geschichte

### Wesen
Seine Mitgliedsburschenschaften sahen sich in der Tradition der arministischen Richtung der Urburschenschaft. Während eine Vielzahl der Burschenschaften des Allgemeinen Deputierten-Convents (der späteren Deutschen Burschenschaft) in der wilhelminischen Kaiserzeit eine Angleichung an die anderen waffenstudentischen Verbände vollzogen, strebten die Burschenschaften des VDB eine Rückbesinnung auf die ursprünglichen Ideale der Urburschenschaft an. Konsequenterweise wurden alle einseitigen Ehrbegriffe abgelehnt und der Zweikampf verworfen. Als Mittel zur Wiederherstellung der Ehre wurde allein das Ehrengericht anerkannt. Mit seinen Idealen stand der VDB dem Allgemeinen Deutschen Burschenbund (ADB) wesentlich näher als der Deutschen Burschenschaft (DB).

### Auflösung
Bis zur Machtübernahme durch die Nationalsozialisten durchlief der Verband Höhen und Tiefen. Wie alle anderen Korporationen wurde auch der VDB 1935 vor die Wahl der Angliederung an den NSDStB oder der Selbstauflösung gestellt und löste sich infolgedessen auf.

### Nachkriegszeit
Sehr bald nach dem Ende des Zweiten Weltkriegs und der Wiedereröffnung der Universitäten in den westlichen Besatzungszonen fanden sich die Altherrenverbände des ehemaligen VDB zusammen, um ihre Verbindungen wiederzugründen. Am 10. Dezember 1950 erfolgte unter Führung der bereits 1949 wiedergegründeten Ceresia Freising die offizielle Wiedergründung des VDB mit den Altherrenschaften von Adelphia Gießen, Ascania Köln, Baldur Köln, Cheruskia Bonn und Marcomannia Frankfurt/M. Gleichzeitig wurde der Eintritt in den Convent Deutscher Akademikerverbände (CDA) beschlossen. Die 1950 wiedergegründete Burschenschaft Germania Göttingen im Schwarzburgbund (SB) trug 1951 den drei zuerst wiedergegründeten VDB-Burschenschaften den Abschluss eines Freundschaftsvertrags an. 1954 gehörten dem Verband nur noch drei aktive Korporationen an (Cheruskia Bonn, Adelphia Gießen, Ascania Köln). Vorort führte Cheruskia. Baldur Köln und Marcomannia Frankfurt/M. planten Reaktivierung. Im Verband herrschte die Auffassung, dass man unter diesen Umständen auf sich alleine gestellt nicht lebensfähig sei. Auf Anregung von Burschenschaften im SB beabsichtigte man daher, Freundschaftsverhältnisse zu diesen einzugehen.
Die Freundschaftsverträge sahen vor:
1. Zusammenarbeit in der Hochschulpolitik
2. Gegenseitige Besuche bei hochoffiziellen Veranstaltungen
3. Möglichkeit zum Aktivwerden in der befreundeten Burschenschaft bei Hochschulwechsel

Freundschaftsverhältnisse bestanden 1954 zwischen
1. Cheruskia Bonn und Germania Göttingen (SB) sowie Vandalia Freiburg (SB)
2. Ascania Köln und Germania Göttingen (SB) sowie Vandalia Freiburg (SB)

Adelphia Gießen stand mit Mainfranken Würzburg (SB) kurz vor dem Abschluss.

### Frankfurter Arbeitsgemeinschaft
Laut des damaligen VDB-Vorsitzenden war es Wunsch des VDB, das Verhältnis zu den SB-Burschenschaften weiter zu vertiefen. Beim Stiftungsfestkommers der Göttinger Germania 1955 übergab der damalige Sprecher der Cheruskia Bonn den Entwurf eines Freundschaftsvertrags mit dem Ziel, die Burschenschaften des VDB weiter an den SB heranzuführen. Die Verhandlungen gerieten allerdings Ende des Jahres ins Stocken. Daraufhin erfolgte am 15. Dezember der Beitritt aller VDB-Bünde zur Frankfurter Arbeits-Gemeinschaft (FAG), einem Zusammenschluss der ehemaligen DB- und ADB-Burschenschaften Germania Darmstadt, Ghibellinia Karlsruhe, Gothia Darmstadt, Wartburg Gießen sowie den Freien Burschen Stuttgart.
Am 12. Mai 1956 kam es mit Unterstützung eines Bonner Cheruskers zur Wiedergründung der Burschenschaft Alemannia Leipzig in Erlangen. Die aktive Alemannia wurde sofort wieder in den VDB aufgenommen.

### Gießener Burschenring
Am 23./24. Juni 1956 konstituierte sich der Gießener Burschenring (GBR) in Gießen. Neben den alten VBD-Burschenschaften traten Ghibellinia Karlsruhe, Gothia Darmstadt und Wartburg Gießen bei. Gleichzeitig löste sich der VDB endgültig auf. Im Unterschied zum VDB stellte der GBR seinen Mitgliedern das Tragen von Couleur frei. Ob dies der alleinige Grund für die Auflösung des VDB und die Neugründung des GBR war, ist aus den spärlichen erhaltenen Quellen nicht nachzuvollziehen.

### Deutscher Burschenring
Bemühungen, den Verband nach dem Ende des Zweiten Weltkriegs wiederaufzubauen, waren somit gescheitert, wurden aber mit der Gründung des Deutschen Burschen-Rings (DBR) am 21. Juli 1957 in Darmstadt teilweise indirekt erfüllt. Die Prinzipien wurden dabei beibehalten. Gründungsmitglieder waren Adelphia Gießen, Ascania Köln, Baldur Köln, Ceresia Freising, Cheruskia Bonn, Gothia Darmstadt und Wartburg-Tuiskonia Darmstadt.
Wegen Streitigkeiten mit den anderen Mitgliedern trat Alemannia bereits 1960 aus dem DBR aus und ging 1964 in den Deutschen Wissenschafter-Verband (DWV). Weil Ceresia Freising und Adelphia Gießen hinsichtlich der Fusion mit dem DWV abseits standen, traten Ascania Köln, Baldur Köln und Cheruskia Bonn (die „rheinischen“ oder „ABC-Bünde“) 1964 aus dem DBR aus und gingen ebenfalls in den DWV. Der DBR zerfiel daraufhin.
Heute sind die meisten alten VDB-Burschenschaften vertagt oder aufgelöst. Baldur Köln und Cheruskia Bonn fusionierten 1981 unter Beibehaltung des Namens und des Hochschulorts der letzteren. Etliche Bünde wurden nach dem Zweiten Weltkrieg nicht wiedergegründet. Von den wenigen noch aktiven Verbindungen sind einige im Schwarzburgbund (SB) vereint und die übrigen verbandsfreie Burschenschaften, so die oben erwähnten Ascania Köln oder Adelphia Gießen. Das Ziel des VDB, einen Verband für alle nichtschlagenden Burschenschaften zu schaffen, konnte nie erreicht werden.
Letztlich ist aber die Idee, einer institutionalisierten Zusammenarbeit der nichtschlagenden, überkonfessionellen und modernen Verbindungen nie ganz untergegangen, wie die im Allgemeinen regen Kontakte dieser kleinen Gruppe unter den Verbindungen belegen.

## Heute noch existente VDB-Burschenschaften
Stand 2024

### Aktive Burschenschaften
- Burschenschaft Alemannia Leipzig (gegründet 1861, heute als Leipziger Burschenschaft Alemannia zu Bamberg und Burschenschaft Alemannia zu Leipzig, seit 10/2012 im Cartell Christlicher Burschenschaften)
- Burschenschaft Ascania Köln (gegründet 1919, verbandsfrei)
- Burschenschaft Germania Mannheim (gegründet 1919, SB)
- Burschenschaft Kurbrandenburg Berlin (gegründet 1921, heutiger Name: Burschenschaft Kurmark Brandenburg zu Bayreuth, SB)
- Burschenschaft Hohenstaufen Karlsruhe (gegründet 1920 von Eberstein, 1951 Fusion mit Eberstein zu Burschenschaft Hoheneberstein, SB)[2][3][4]

### Suspendierte Burschenschaften
- Burschenschaft Adelphia Gießen (gegründet 1870, verbandsfrei, letzter Nachweis 2017)[5][6]
- Burschenschaft Tuiskonia Darmstadt (gegründet 1920, fusioniert zur SV Wartburg-Tuiskonia Darmstadt[7], Aktivitas vertagte sich 1968)
- Burschenschaft Ceresia Freising/Weihenstephan (gegründet 1912, verbandsfrei, spätestens seit 2013 nur AHV)[8]
- Burschenschaft Ruthenia Bonn (gegründet 1919, 1929 umbenannt in Burschenschaft Cheruskia Bonn, verbandsfrei, nur AHV)

## Heute nicht mehr existente VDB-Burschenschaften
- Burschenschaft Alemannia Berlin
- Burschenschaft Germania Berlin

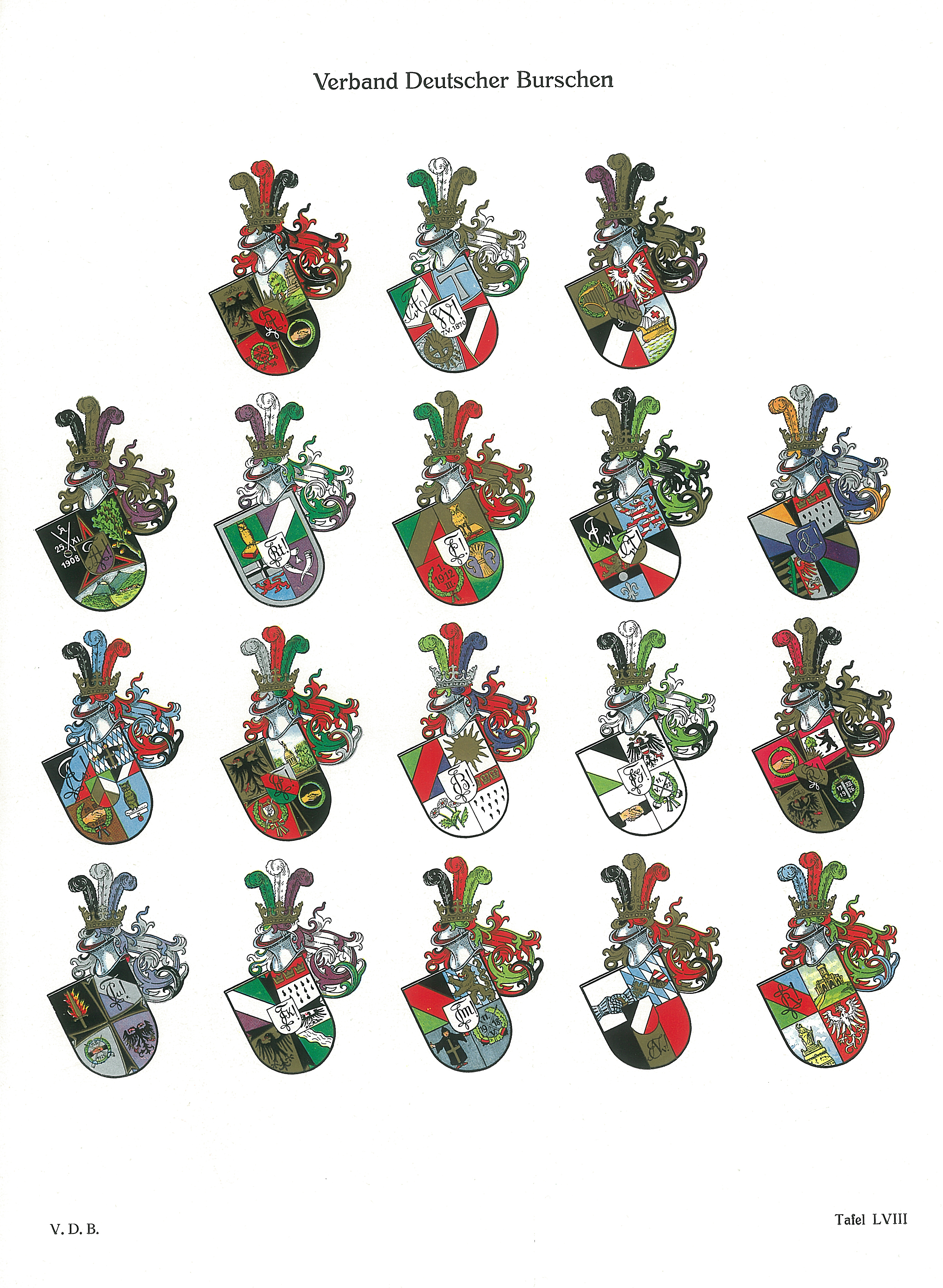
Bünde im VDB (1931)

- Burschenschaft Rheno-Germania Berlin
- Burschenschaft Teutoburg Detmold (später in Hannover, Nach dem Krieg versuchte der Altherrenverband erfolglos eine neue Aktivitas zu keilen und fusionierte schließlich mit der 1952 neugegründeten Schwarzburgverbindung Ostfranken in Hannover.)
- Burschenschaft Marcomannia Frankfurt am Main
- Burschenschaft Rheno-Saravia Frankfurt am Main
- Burschenschaft Arminia Göttingen
- Burschenschaft Arminia Halle an der Saale
- Burschenschaft Hermunduria Jena
- Burschenschaft Baldur Köln
- Burschenschaft Karolingia Köln
- Burschenschaft Normannia Königsberg
- Burschenschaft Thuringia Köthen
- Burschenschaft Tuisconia Leipzig
- Burschenschaft Asgardia München
- Burschenschaft Marchia München
- Burschenschaft Nibelungen Nürnberg